# Vieng Narumon
Vieng Narumon (em tailandês:  เวียง นฤมล) (Nascida em Roi Et, Tailândia, 11 de janeiro de 1991)  é uma cantora e atriz tailandesa. Seu single de estreia Ngiw Tong Ton Humhon Phoo Bao Kao de 2021 se tornou o single mais longo dos sucesso anos 2020s.

## Início de vida e carreira
Vieng nasceu em 11 de janeiro de 1991, em Roi Et, Tailândia. Naruemon voltou para a Tailândia quanda tinha 28 anos para estudar no Banditphiphatthanasin colégio.
Vieng entrou na GMM Grammy em 2017, Ela também apareceu no single "Huk Bor Dai Tae Luem Ai Bor Long". 

## Discografia

### Single
| Ano  | Título                               | Detalhe                                    |
| ---- | ------------------------------------ | ------------------------------------------ |
| 2017 | "Huk Bor Dai Tae Luem Ai Bor Long"   | Dalam proyek Nong Mai Tai Daw : Project II |
| 2017 | "Nong Tung Jai Huk Ai Tung Jai Thim" | Dalam proyek Nong Mai Tai Daw : Project II |
| 2018 | "Won Pu Lam Khong"                   |                                            |
| 2020 | "Wai Ok Hak"                         |                                            |
| 2020 | "New Year Sia Fan"                   |                                            |
| 2021 | "Ngiw Tong Ton Humhon Phoo Bao Kaw"  |                                            |
| 2021 | "Ka Khon Bor Huk Kan"                |                                            |